# Pekao Open 2007
Il Pekao Open 2007 è stato un torneo di tennis facente parte della categoria ATP Challenger Series nell'ambito dell'ATP Challenger Series 2007. È stata la 15ª edizione del torneo e si è giocato a Stettino in Polonia dal 17 settembre 2007 su campi in terra rossa.

## Vincitori

### Singolare
Sergio Roitman ha battuto in finale  Ivo Minář con il punteggio di 6–2, 7–5.

### Doppio
Tomas Behrend /  Christopher Kas hanno battuto in finale  Juan Pablo Brzezicki /  Juan Pablo Guzmán con il punteggio di 6–0, 5–7, [10–8].